# Dutailliopsis gordonii
Dutailliopsis gordonii är en vinruteväxtart som beskrevs av Thomas Gordon Hartley. Dutailliopsis gordonii ingår i släktet Dutailliopsis och familjen vinruteväxter. Inga underarter finns listade i Catalogue of Life.